# بیلیانا برادیچ
بیلیانا برادیچ (انگلیسی: Biljana Bradić؛ زادهٔ ۲۴ آوریل ۱۹۹۱) بازیکن فوتبال اهل صربستان است.
وی همچنین در تیم ملی فوتبال Serbia بازی کرده‌است.